# Cambodjostreptus castaneus
Cambodjostreptus castaneus är en mångfotingart som beskrevs av Carl Graf Attems 1953. Cambodjostreptus castaneus ingår i släktet Cambodjostreptus och familjen Harpagophoridae. Inga underarter finns listade i Catalogue of Life.